# شهدخوار سرخاکستری
شهدخوار سرخاکستری (نام علمی: Deleornis axillaris) نام یک گونه از تیره شهدخواران است.